# 小林進 (政治家)
小林　進（こばやし すすむ、1910年（明治43年）9月9日 - 1997年（平成9年）8月6日）は、昭和期の農民運動家、政治家。衆議院議員。

## 来歴・人物
新潟県三島郡寺泊町（現・長岡市）に生まれる。1928年（昭和3年）北海中学校卒業。1935年（昭和10年）中央大学法学部卒業。
中央大学卒業後、東京倉庫運輸株式会社入社。その後、幹部候補生の教育を受けて、陸軍主計大尉として終戦を迎えた。
第二次世界大戦敗戦のショックを経て「これからは余生だ」「人の役に立ちたい」と立候補を決意。1946年（昭和21年）平野力三の自宅を訪れ政治への熱意を語るが、当時新潟には戦前からの有力社会党派閥が既存しており、実績のない小林の入党は断わられる。
翌1947年（昭和22年）平野力三の紹介にて 日本社会党新潟県連会に入党するも地元3区からの猛烈な反対に遭い、日本農民組合に参加。その後1948年（昭和23年）平野力三の公職追放により平野系代議士を中心に社会革新党が結成された際、小林もこれに参加。1949年（昭和24年）の第24回衆議院議員総選挙で衆議院議員に初当選。
以来日本社会党に移籍し、当選回数11回、社会党代議士会会長、党外交政策委員長、衆議院予算委員会理事、日中友好議員連盟副会長などを歴任し、財務、農政、社会労働、外交に主として活動。
1980年（昭和55年）永年在職（25年）議員として衆議院より表彰。
1986年（昭和61年）の第38回衆議院議員総選挙には立候補せず、政界から引退した。
1997年8月6日、死去。86歳没。同月26日、特旨を以て位九級を追陞され、死没日付で従七位から正三位に叙された。

## 栄典
1985年（昭和60年）勲一等旭日大綬章受章

## 主要著書
- 『日本農業は、いま』新泉社、1985年。
- 『百年樹人』新泉社、1985年。